# Rivière Guayamouc
 (juillet 2014).
Si vous disposez d'ouvrages ou d'articles de référence ou si vous connaissez des sites web de qualité traitant du thème abordé ici, merci de compléter l'article en donnant les références utiles à sa vérifiabilité et en les liant à la section « Notes et références ».
La rivière Guayamouc est un cours d'eau qui coule à Haïti dans le département d'Artibonite, et un affluent du fleuve Artibonite.

## Géographie
La rivière prend sa source dans le Massif du Nord puis s'oriente vers l'Est. Elle reçoit les eaux des rivières Bouyaha et Canot.
Après un parcours de 113 kilomètres, la rivière Guayamouc  (altitude 187m) se jette dans le fleuve Artibonite à proximité de la frontière entre Haïti et la République dominicaine.
La rivière Guayamouc fertilise les plaines centrales d'Haïti. La rivière, qui est la principale source d'approvisionnement en eau, traverse la ville de Hinche (en 2009, 109 000 hab).

## Étymologie
Guayamouc est une appellation d'origine amérindienne Tainos. On retrouve le préfixe "Gua" qui signifie rivière et que l'on retrouve dans les langues amérindiennes caraïbes et sud-américaines.

## Environnement
Un article publié le 30 mars 2014 (à réactualiser en 2020 selon le contexte actuel) informe sur l'état inquiétant de cette rivière et également la rivière Hinquitte . En effet, des déchets organiques, des matières plastiques, de l'huile usée de moteur, de la peinture, des excréments et des cadavres d'animaux morts ont été découverts dans ces rivières qui servaient de déchèterie à ciel ouvert au plus grand désarroi des habitants qui tirent la sonnette d'alarme. 
L'article dénonce notamment :
- "La mairie de Hinche est accusée directement de polluer les rivières"
- "L’absence de contrôle des déchets a aussi des conséquences néfastes sur la pêche."
- "Les rues Capois La Mort, Anténor Firmin, Claire Heureuse, Bois Vernat, la Cité Nolas et Sully sont également transformées en dépotoirs."
- "Les canaux sont comblés de détritus. Les eaux d’évacuation n’ont nulle part où aller, hormis la chaussée, ce qui pourrait favoriser des inondations."
- "Quelques millimètres de pluie suffisent pour inonder une bonne partie de la ville de Hinche, déclare péremptoirement Marco Pierre, ingénieur hydraulique de formation."
- "La direction départementale du ministère des travaux publics, transports et communications (Mtptc) semble être moribonde à Hinche."
- "Tous les équipements sont tombés en panne, confirme un responsable de l’institution, Presny Pierre, annonçant des démarches pour y remédier."
- "La réhabilitation de plusieurs kilomètres de rues à Hinche, entamée depuis septembre 2012, n’a pas été achevée."
- "Plusieurs quartiers, dont les rues sont abimées et les maisons endommagées, restent sous la menace constante des inondations, en cas de pluies. "